# Hefu (köpinghuvudort i Kina, Zhejiang Sheng, lat 30,78, long 120,16)
Hefu är en köpinghuvudort i Kina. Den ligger i provinsen Zhejiang, i den östra delen av landet, omkring 59 kilometer norr om provinshuvudstaden Hangzhou. Antalet invånare är 47 515. Befolkningen består av 23 858 kvinnor och 23 657 män. Barn under 15 år utgör 10,0 %, vuxna 15-64 år 73 %, och äldre över 65 år 16,0 %.
Runt Hefu är det tätbefolkat, med 659 invånare per kvadratkilometer. Närmaste större samhälle är Huzhou, 11,8 km nordväst om Hefu. Trakten runt Hefu består till största delen av jordbruksmark.
Genomsnittlig årsnederbörd är 1 675 millimeter. Den regnigaste månaden är juni, med i genomsnitt 253 mm nederbörd, och den torraste är november, med 62 mm nederbörd.